# 36-та окрема бригада морської піхоти (Україна)
36-та окрема бригада морської піхоти імені контрадмірала Михайла Білинського (36 ОБрМП, в/ч А2802) — з'єднання морської піхоти України. Перебуває у підпорядкуванні Командування морської піхоти України.
Сформована у 2015 році на базі військових частин, виведених з окупованого Криму: 36-ї окремої бригади берегової оборони, 1-го та 501-го окремих батальйонів морської піхоти. Місце базування — місто Миколаїв.

## Історія

### Російська інтервенція до Криму
У лютому 2014 року Росія почала вторгнення до Криму. 36-та окрема бригада берегової оборони охороняла територію частини деякий час, проте командир бригади Сергій Стороженко зрадив Україну, порушив вимоги статутів ЗС щодо охорони та оборони військових об'єктів і не виконав прямий наказ керівництва держави захищати військову частину. Вірні присязі військові були виведені на материкову частину України.

### Вихід на материкову Україну
Одразу після виведення командуванням бригади з числа військовослужбовців 36-ї окремої бригади берегової оборони, 1-го та 501-го окремих батальйонів морської піхоти, які заявили про бажання захищати Батьківщину зі зброєю в руках в ході проведення антитерористичної операції в Донецькій та Луганській областях, розпочалось формування та підготовка зведеного підрозділу морської піхоти.
Одночасно розпочалось виконання заходів з облаштування військових містечок, доукомплектування підрозділів особовим складом та технікою, підготовки особового складу та техніки до ведення бойових дій, відновлення озброєння та техніки, які були пошкоджені та розграбовані окупантами під час переміщення з Автономної Республіки Крим.
Після виведення з території окупованого півострова Крим в підрозділах окремої бригади берегової оборони та окремих батальйонів морської піхоти обліковувалось до 450 військовослужбовців та 9 одиниць бойової техніки, яка була боєздатною. Ще до 63 одиниць бойової та іншої техніки були вивезені з Криму в розукомплектованому та пошкодженому стані. Близько 22-х були відновлені силами морських піхотинців. Решта техніки передана для відновлення в ремонтні органи Збройних Сил України.
Паралельно з виконанням бойових завдань у районі проведення АТО підрозділи бригади брали активну участь у заходах міжнародного співробітництва, проведення міжнародних навчань, виконують завдання з охорони та оборони важливих об'єктів.

### Створення
У 2015 році було прийняте рішення про формування з числа вірних присязі військовослужбовців бригади сформувати у Миколаєві 36-ту бригаду морської піхоти. 36-та окрема бригада морської піхоти ВМС ЗСУ була сформована у 2015 році переформуванням частини 36-ї окремої бригади берегової оборони, яка вийшла на материкову частину України. До бригади увійшли також 1-й та 501-й окремі батальйони морської піхоти. Її командиром став колишній командир 1-го батальйону морської піхоти підполковник Дмитро Делятицький.
Військові частини та підрозділи окремої бригади морської піхоти розташувались на фондах військових містечок № 141 (півострів Аляуди) та № 117 м. Миколаїв.
Менше ніж за рік після виведення з Криму на базі трьох військових частин була сформована 36-та окрема бригада морської піхоти, яка, після доукомплектування та проведення заходів бойового злагодження з проведенням бригадного тактичного навчання з бойовою стрільбою, була переміщена в район проведення антитерористичної операції в Донецькій та Луганській областях для виконання завдань за призначенням.

### У боях на сході України
36 ОБрМП бере участь в АТО на Маріупольському напрямі.
У липні 2015 року президент України передав військову техніку новоствореній бригаді морської піхоти, зокрема американські HMMWV М998.
8—21 жовтня 2016 року підрозділи 36-ї бригади МП змогли завдати відчутних втрат проросійським формуванням 9-го полку на маріупольскому напрямку, ліквідувавши щонайменше 11 бойовиків і взявши у полон снайпера.
1 червня 2017 року морські піхотинці 36-ї бригади МП повернулись до пунктів постійної дислокації після року служби в районі проведення АТО на приморському напрямку. Урочисті зустрічі героїв відбулись у Бердянську, Маріуполі та Миколаєві.
У грудні 2018 року морські піхотинці зі складу бригади розпочали випробування десантно-штурмових катерів проєкту «Кентавр-ЛК», які незадовго до того прибули до Одеси. Морські піхотинці у складі взводу перевіряли десантомісткість з розміщенням особового складу, спорядження та боєприпасів на борту десантно-штурмового катера.

### Повномасштабне російське вторгнення 2022 року
13 квітня 2022 року під час оборони Маріуполя в результаті вторгнення Росії підрозділи 36-ї окремої бригади морської піхоти зуміли з'єднатися з силами полку Азов на території металургійного комбінату Азовсталь та продовжити оборону заводу.
Військовий оркестр 36-ї окремої бригади морської піхоти у складі 19 осіб ще у 2021 році передислокували в Маріуполь для підтримки бойового духу оборонців міста. Протягом семи тижнів боїв за місто вони намагалися максимально допомогти бойовим підрозділам, шукаючи харчі та медикаменти. 12 квітня 2022 року усі вони потрапили в полон Російської Федерації. Станом на травень 2024 року Україна змогла повернути з полону лише двох музикантів з оркестру 36-ї бригади.
В кінці жовтня 2022 року морпіхів передислокували на Авдіївський напрямок у районах Водяного та Опитного.
У листопаді 2022 року бригада брала участь у боях на Херсонському напрямку та звільненні правобережжя Херсонщини.
З травня 2024 року бригада обороняла Вовчанськ під час нового російського наступу.
Восени 2024 року бригада воювала на курському напрямку.

## Структура
- управління (в тому числі штаб)

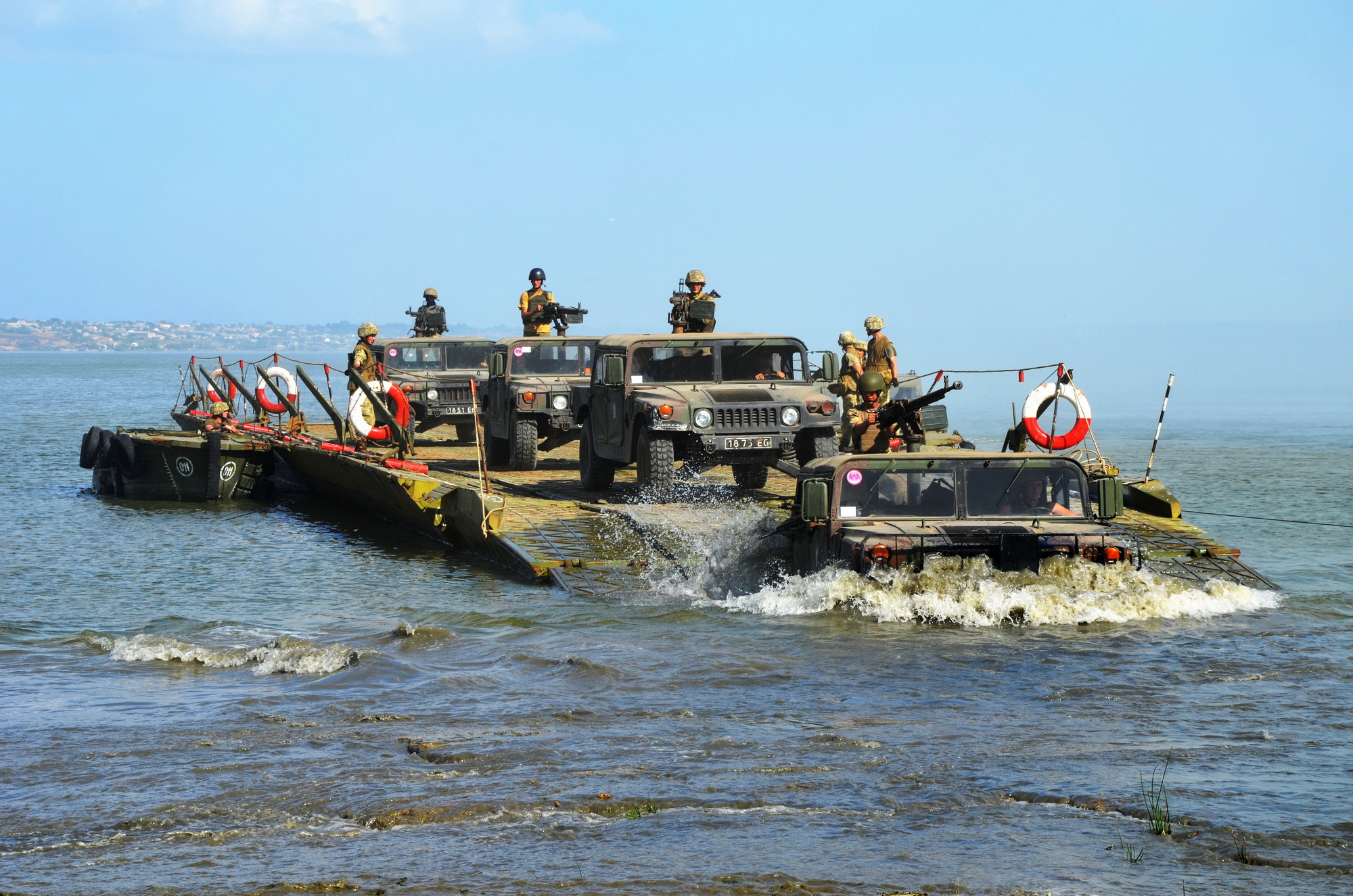
Морські піхотинці 36-ї бригади морської піхоти на навчаннях.

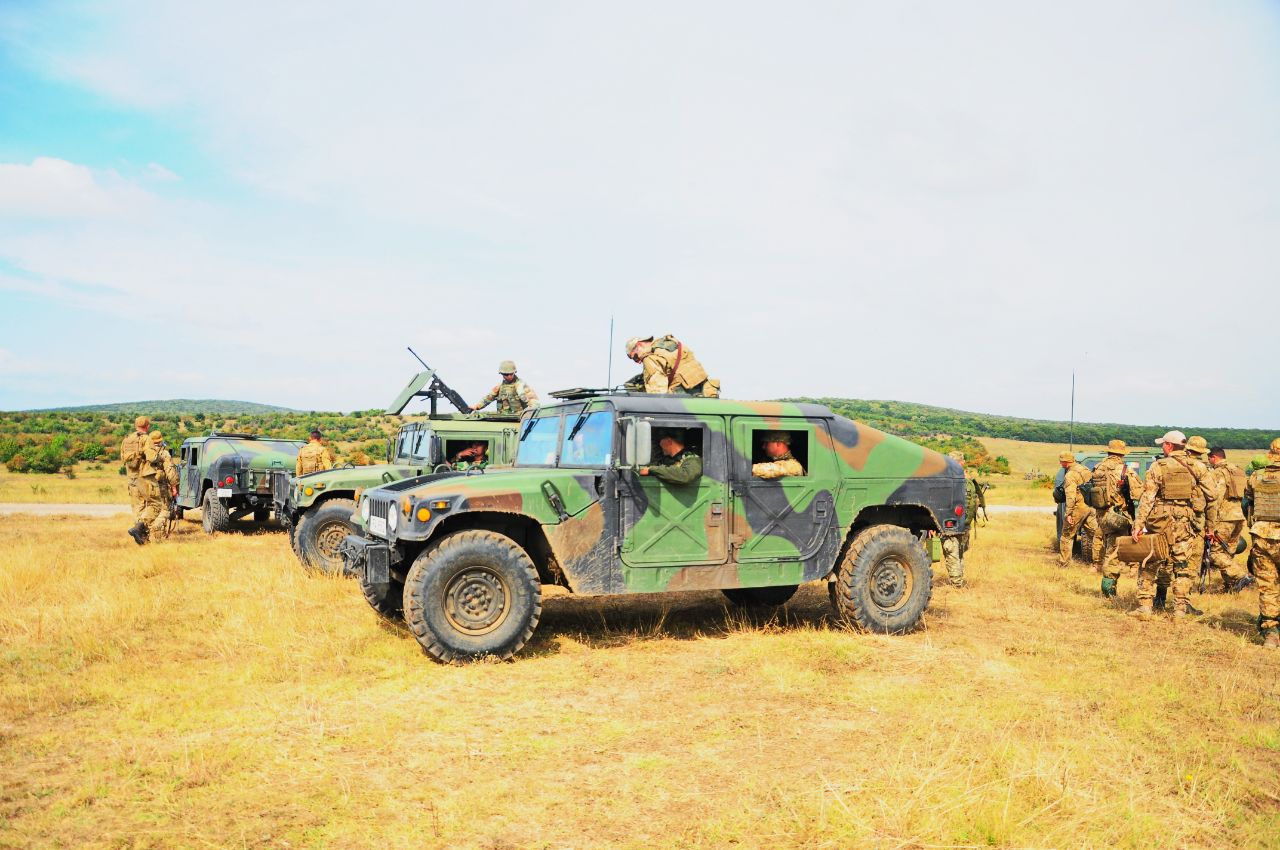
Морські піхотинці 36-ї бригади морської піхоти на міжнародних навчаннях Platinum Eagle 2018 (Румунія, полігон Бабадаг).

- танковий батальйон (Т-80, до 2017 — Т-64)[15]
- 1 окремий батальйон морської піхоти, А2777 (А2272), м. Миколаїв
- 501 окремий батальйон морської піхоти, А1965 (А0669), м. Бердянськ
- 1 лінійний батальйон морської піхоти
- бригадна артилерійська група:
  - батарея управління та артилерійської розвідки
  - гаубичний самохідно-артилерійський дивізіон
  - протитанковий артилерійський дивізіон
  - реактивний артилерійський дивізіон
- зенітний ракетно-артилерійський дивізіон
- ДШГ «Ведмеді»[16]
- батальйон безпілотних систем[17]
  - РУБпАК «Сови»[18][19]
  - Підрозділ ударних БПЛА[20]
- ремонтно-відновлювальний батальйон
- група інженерного забезпечення
- батальйон матеріального забезпечення
- розвідувальна рота
- рота снайперів
- рота радіоелектронної боротьби
- рота радіаційного, хімічного, біологічного захисту
- польовий вузол зв'язку
- медична рота

## Оснащення
- Т-80БВ[21]
- Т-64БВ[22]
- Marder[23]
- Sisu XA-180[24]
- LC79 APC-SH Fighter 2[25]
- КШМ на базі БТР LAV 6[26]
- 2С1 «Гвоздика»[27]
- БМ-21 «Град»[27]
- МТ-12 «Рапіра»[27]
- SHARK[28]

## Інциденти
28 липня 2022 року п'яний солдат Валентин Гандебура розстріляв командира танкового батальйону 36 ОБрМП Євгена Чорноконя.

## Командування
- 2015—2018: полковник Делятицький Дмитро Євгенович
- 2018—2021: полковник Гнатов Андрій Вікторович[30]
- 2021—04.2022: полковник Баранюк Володимир Анатолійович
- 04.2022—05.2022: майор Волинський Сергій Ярославович[31]
- 05.2022—04.2024: полковник Сікоза Віктор Олександрович[32][33]
- з 04.2024: полковник Вітек Микита Юрійович[34]

Начальники штабу
- 2016—2018: полковник Гнатов Андрій Вікторович

## Втрати
На грудень 2024 року відомо щонайменше 75 імен загиблих військовослужбовців бригади.

## Традиції
7 липня 2019 року бригаді було присвоєно ім'я контрадмірала Михайла Білинського. Михайло Білинський був організатором та командиром Дивізії морської піхоти Директорії Української Народної Республіки за часів української революції початку XX століття.
22 липня 2019 року з'явилося повідомлення, що Начальник Генерального штабу Руслан Хомчак затвердив нову нарукавну емблему 36-ї бригади морської піхоти. 20 липня бригада відзначила четверту річницю від дня створення. Малюнки нової емблеми у повнокольоровому та приглушеному варіантах показали у телевізійній програмі військового телебачення «ProВійсько» за 20 липня.
23 травня 2025 року 36 окрема бригада морської піхоти імені контр-адмірала Михайла Білинського Військово-Морських Сил Збройних Сил України указом Президента України Володимира Зеленського відзначена почесною відзнакою «За мужність та відвагу».

### Символіка і гасло
Багаторічним символом 36-ї окремої бригади морської піхоти є бойовий дракар — славнозвісний бойовий корабель вікінгів. Цей образ втілює рішучість, безстрашність і готовність до далеких рейдів, що характерно для морських піхотинців.
У Київській Русі аналогом дракара норманів була лодія — придатне до плавання як річками, так і морем бойове судно. Йдучи на веслах та під вітрилом, воно доправляло воїнів давньої України до ворожого узбережжя.
Три хвилі під бортом дракара символізують рангові відзнаки контрадмірала Михайла Білинського, а також відображають морське походження підрозділу. Колір морської хвилі тла нарукавного знаку засвідчує належність до морської піхоти.
Гасло бригади: «Борітеся — поборете!» — не просто слова, а спосіб життя кожного воїна, що входить до лав бригади. Цей заклик, взятий з поезії Тараса Шевченка, відображає дух боротьби та незламності, який притаманний українським захисникам.

### Документальні фільми
- Крим. Оточені зрадою на YouTube
- Наш день. 36 ОбрМП (бойовий шлях бригади) на YouTube